# Ernest Bayer
Ernest Bayer (Philadelphia, 27 september 1904 – Stratham, 13 januari 1997) was een Amerikaanse roeier. Bayer won een zilveren medaille in de discipline vier-zonder-stuurman tijdens de Olympische Zomerspelen 1928.

## Resultaten
- Olympische Zomerspelen 1928 in Amsterdam  in de vier-zonder-stuurman